# Уэст-Хейвен (Коннектикут)
Уэст-Хейвен (англ. West Haven) — город, расположенный в округе Нью-Хейвен (штат Коннектикут, США) с населением в 55 564 человека по статистическим данным переписи 2010 года.

## География

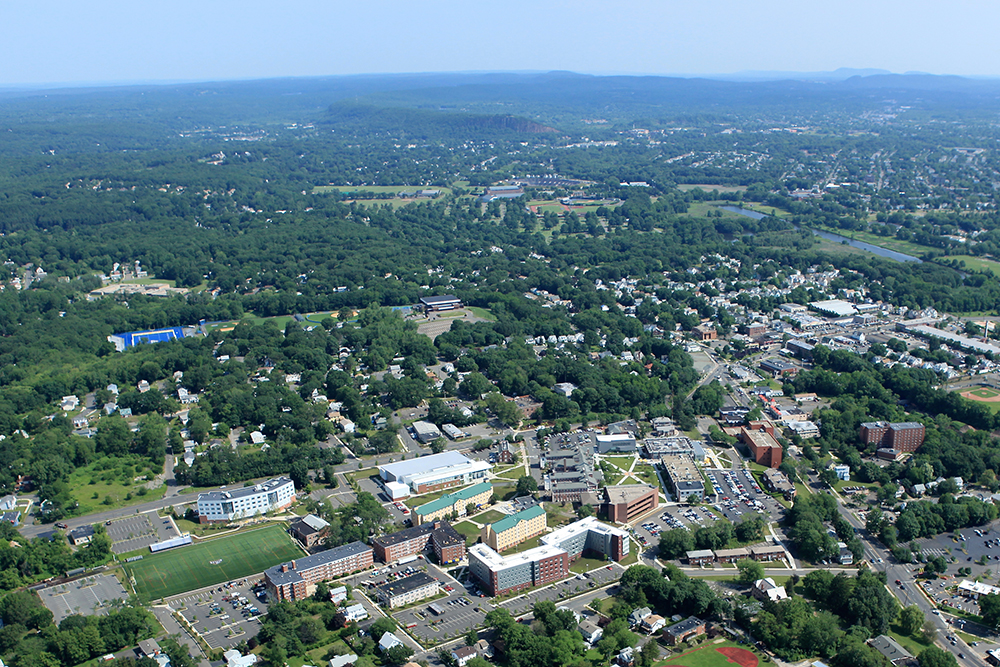
Кампус Университета Нью-Хейвена в окрестностях города.

По данным Бюро переписи населения США город Уэст-Хейвен имеет общую площадь в 28,49 квадратного километра, из которых 27,97 кв. километра занимает земля и 0,52 кв. километра — вода. Площадь водных ресурсов округа составляет 1,83 % от всей его площади.
Город Уэст-Хейвен расположен на высоте 10 метров над уровнем моря.

## Демография
По данным переписи населения 2000 года в Уэст-Хейвен проживало 52 360 человек, 13 117 семей, насчитывалось 21 090 домашних хозяйств и 22 336 жилых домов. Средняя плотность населения составляла около 2 человека на один квадратный километр. Расовый состав Уэст-Хейвен по данным переписи распределился следующим образом: 74,15 % белых, 0,24 % — коренных американцев, 2,91 % — азиатов, 0,05 % — выходцев с тихоокеанских островов, 2,79 % — представителей смешанных рас, 3,57 % — других народностей. Испаноговорящие составили 9,09 % от всех жителей города.
Из 21 090 домашних хозяйств в 28,5 % — воспитывали детей в возрасте до 18 лет, 41,9 % представляли собой совместно проживающие супружеские пары, в 15,6 % семей женщины проживали без мужей, 37,8 % не имели семей. 31,0 % от общего числа семей на момент переписи жили самостоятельно, при этом 10,7 % составили одинокие пожилые люди в возрасте 65 лет и старше. Средний размер домашнего хозяйства составил 2,42 человека, а средний размер семьи — 3,06 человека.
Население города по возрастному диапазону по данным переписи 2000 года распределилось следующим образом: 23,1 % — жители младше 18 лет, 9,7 % — между 18 и 24 годами, 31,2 % — от 25 до 44 лет, 21,8 % — от 45 до 64 лет и 14,2 % — в возрасте 65 лет и старше. Средний возраст жителей составил 36 лет. На каждые 100 женщин в Уэст-Хейвен приходилось 91,3 мужчины, при этом на каждые сто женщин 18 лет и старше приходилось 88,2 мужчины также старше 18 лет.
Средний доход на одно домашнее хозяйство в городе составил 42 393 доллара США, а средний доход на одну семью — 51 631 доллар. При этом мужчины имели средний доход в 38 024 доллара США в год против 30 610 долларов среднегодового дохода у женщин. Доход на душу населения в городе составил 21 121 доллар в год. 6,6 % от всего числа семей в городе и 8,8 % от всей численности населения находилось на момент переписи населения за чертой бедности, при этом 11,8 % из них были моложе 18 лет и 6,0 % — в возрасте 65 лет и старше.

### Известные люди
- Здесь родился художник Гарри Томпсон (1840—1906).